# Nakagawa, Tochigi
Nakagawa (那珂川町 Nakagawa-machi) là thị trấn thuộc huyện Nasu, tỉnh Tochigi, Nhật Bản. Tính đến ngày 1 tháng 10 năm 2020, dân số ước tính thị trấn là 15.215 người và mật độ dân số là 79 người/km2. Tổng diện tích thị trấn là 192,8 km2.

## Địa lý

### Đô thị lân cận
- Tochigi
  - Ōtawara
  - Nasukarasuyama
  - Sakura
- Ibaraki
  - Hitachiōmiya
  - Daigo